# 麻衣愛
麻衣愛（まいあ、1988年8月14日 - ）は、日本の女優、モデル、タレント。東京都江戸川区出身。ジャパン・ミュージックエンターテインメント（イー・コンセプト）所属。
「バニラビーンズ」、「アイドリング!!!」、「Chu-Z」、ヤンチャン学園（ヤングチャンピオン学園）・「ヤンチャン学園 音楽部」の元メンバー。
法政大学卒業。

## 略歴
東京都江戸川区小岩で生まれる。
2005年より、芸能事務所いちにのさんに所属。「弓月まいあ」としてモデル活動を行う。
『アイドル道』（フジテレビ721）内「世界制服計画 FINAL」のオーディションに参加。高梨臨、大政絢らとともに8名のファイナリストに選ばれている。
2007年よりアイドルデュオ「バニラビーンズ」の「リカ」として活動。同年10月にCDデビュー。
2008年3月、バニラビーンズを脱退。同年4月、アイドルグループ「アイドリング!!!」にアイドリング!!!10号「小林麻衣愛」として加入。この時期はフィットワン所属であった。
2008年4月16日以降『アイドリング!!!』（フジテレビ・フジテレビ721・フジテレビTWO・フジテレビONE）の番組を欠席。同年5月29日、番組内および所属事務所サイトで「芸能活動と学業との両立が困難」という理由で番組降板と芸能界引退を発表。公式HPの卒業メンバーの中には表記されておらず、最初からいなかったかのようにされている。
2009年5月、個人ブログを開設するが、2011年12月31日をもって閉鎖。
2012年5月21日、ブログを再開。
2012年5月25日、麻衣愛として芸能活動を再開することをブログで報告。
2012年6月20日、「Chu-Z」に加入すること、リーダーに就任したことをブログで報告。
2013年、「ミスヤングチャンピオン2013」でファイナリスト16人に残り、ファイナリストで結成したアイドルユニット「ヤングチャンピオン学園」（ヤンチャン学園）のメンバーとなる。ヤンチャン学園では音楽部副部長。
2014年8月31日、『ヤンチャン学園 音楽部 第一回単独発表会 ＆ ヤンチャン学園卒業式』でヤンチャン学園を卒業。ただし、本人は別仕事（Chu-Zのライブ）の為欠席。
2016年7月25日、『インスタントジョンソンの"Shall We Conte?"』（WALLOP）にChu-Z楓に代わってレギュラーメンバーとなる。
2017年1月20日、渋谷TSUTAYA O-WESTで開催された『Chu-Z麻衣愛卒業スペシャル～リーダーだけど、まーいーやぁー！～』公演をもってChu-Zを卒業。
2019年7月、『インスタントジョンソンの"Shall We Conte?"』で共演している西山野園美と組んだコンビ「14日生まれのO型」で『キングオブコント』に出場、予選1回戦突破。
2022年5月31日、株式会社グッドチョイスエンタテインメントを退所。
2022年6月、ジャパン・ミュージックエンターテインメントに所属。

## 人物
- 芸能界に入る前は中学三年生のときに母親と原宿の竹下通りで食事をしていたらスカウトされたことがある。
- 身長はピラティスをやっていたおかげで167cmになったという[3]。
- 趣味はコスメ集め、映画鑑賞、食べること。
- 特技はキックボクシング、中国語。
- 中国語教室に通っていたこともあり、日常会話程度なら中国語が話せるとのこと。
- 好きなこと（もの）は、1人カラオケ、料理、もんじゃ、パンケーキ、ファッション、海外旅行。
- 嫌いなこと（もの）は、虫（特にゴキブリ）。
- Chu-Z時代は、初代リーダーでリードボーカルだった。
- アイドリング!!!では10号、イメージフラワーは「ラベンダー」であった。2期生の中では1番年上だった。
- 初収録の後に欠席を続け、5月にアイドリング!!!からの脱退（および芸能界からの引退）が正式発表された[4]。脱退に伴い、公式ブログの投稿が削除されたが、他のメンバーが投稿した小林の写真などは残されている[5]。歴代メンバーの中で、公式ブログから投稿が削除されている唯一の存在である。実際に在籍していた期間は約1カ月だが、番組への出演は2度、更に収録への参加は1回のみである[6]為、しばしば「1週間しか在籍しなかった」「幻のメンバー」等の形容がなされる。
- 一期生の遠藤舞は、ファンから小林との思い出を質問された際に「ない」と答えている[7]。同期においても、河村唯・長野せりな等が、殆ど共に活動しなかった故の気まずさを公言している。一方で酒井瞳がMCを務める『あいどる☆一番星』（MUSIC JAPAN TV）に、2012年にChu-Zのメンバーとして出演した際に、ミシェル未来や小泉瑠美とは交流があると発言しており、ミシェルの場合は互いのブログにも登場している。
- ミスヤングチャンピオン2013には3期生の橋本楓がおり、麻衣愛卒業後の加入のためアイドリング!!!としては共演したことはなかったが、ヤンチャン学園音楽部として同じステージに立った。
- 在籍当時の所属事務所は、加藤沙耶香と同じだった。また加入前、MCの斉藤舞子とは『アイドル道』時代にも共演していた。
- 2018年12月5日、フォンチーのバースデーイベントにゲスト出演した。

## 出演

### 映画
- Chu-Z My Life（2013年） - 本人役
- あんた、ブスね。（2021年）

### テレビドラマ
- HAGE -ヘイジ- supported by AGAスキンクリニック（2018年11月7日～12月8日）※Twitterドラマ
- 世にも奇妙な物語 '20秋の特別編「コインランドリー」（2020年 フジテレビ） - 美女 役
- 江戸モアゼル〜令和で恋、いたしんす。〜 第2話（2021年1月14日、読売テレビ・日本テレビ） - 若槻舞 役
- 駐在刑事 Season3 第1話（2022年1月14日、テレビ東京）

### 舞台
- モデラート（2018年1月4日～8日、浅草六区ゆめまち劇場）
- どうしても、妻が死ぬ。（2018年5月8日～13日、ラゾーナ川崎プラザソル）
- VOICE（2018年7月2日～7日、浅草六区ゆめまち劇場）
- 森下仁丹プレゼンツ第三水曜即興舞台２０１８ 「こんなはずじゃなかった。」（2018年2月21日～11月21日、しもきた空間リバティ）
- リライト（2018年11月7日～10日、浅草六区ゆめまち劇場）
- 湯もみガールズV～湯乃町Love Story～（2018年12月19日～23日、萬劇場）
- INFINITY～幕末妖刀異譚～（2019年4月2日～6日、浅草六区ゆめまち劇場）
- 森下仁丹プレゼンツ第三水曜即興舞台２０１９ 「こんなはずじゃなかった。」（2019年5月15日～2019年12月18日、しもきた空間リバティ）
- 【STARMARIE×吉本興業】 うどんを愛して おかわり（2019年7月12日～15日、アトリエファンファーレ東新宿）
- 貴女メタル・ジャケット（2019年9月11日～16日、Geki地下Liberty）
- ゆめまち同窓会（2019年10月22日、中目黒キンケロシアター）
- シズカ式 佐藤家のぬかどこ（2019年12月13日～23日、両国エアースタジオ）
- 嫌な女を何故、愛おしく思うのか？（2019年12月21日～22日、大塚ドリームシアター）
- ゑんら絵巻2 『地獄でつかまえて』（2020年1月22日～26日、テアトルBONBON）
- 第三水曜即興舞台２０２０ 「こんなはずじゃなかった。」（2020年6月17日～9月16日）
- 第三水曜即興舞台２０２１ 「こんなはずじゃなかった。」（2021年5月26日～11月29日、新宿バティオス）
- リライト（2021年7月7日～11日、中目黒キンケロ・シアター）
- 線香花火（2021年8月21日～29日、ザムザ阿佐ヶ谷）※無期限延期
- 残念天使と駄目役者（2021年10月27日～31日、新宿THEATER BRATS）
- 『獅子の如く〜戦国湯舟評定〜』厳冬の陣（2021年12月22日～27日、六行会ホール）
- 亡国ニ祈ル天ハ、アラセラレルカ（2022年3月9日～13日、中野　ザ・ポケット）
- Can You Conte?～本番１時間前のドタバタ危劇！～（2022年3月25日～27日、M-Smile BOX）
- 『Les Misérables～惨めなる人々～』（2022年5月21日～29日、東京・両国シアターΧカイ）ファンティーヌ役 ※Ｗキャスト
- AUBE GIRL’S STAGE第10回公演『ため生き2022』（2022年8月31日～9月4日、東京・築地本願寺ブディストホール）
- 黄泉の国でも愛してる（2022年11月9日～13日、中野　ザ・ポケット）
- 演劇集団イルカボーイズ第四回公演『トンネルに咲く花』（2023年5月25日～28日、東京・下北沢シアター711）※Ｗキャスト
- ラブマイセルフ～最後は自分を好きになる～（2024年4月10日～14日、萬劇場）
- 真夜中のオカルト公務員 The STAGE（2024年10月9日〜12日、渋谷区文化総合センター大和田 伝承ホール）狩野一茜役[8]

### バラエティ
- アイドル道（2005年） - 「弓月まいあ」名義
- アイドリング!!!（2008年4月7日～15日、フジテレビ721・739・CSHD）
- アイドリング!!!日記（2008年4月17日、フジテレビ）
- インスタントジョンソンの”Shall We Conte？”（2016年〜 WALLOP）
- 全力坂（2017年 テレビ朝日）
- 長女笑って次女叫び、三女はソファで丸くなる(長女：えな役)（2021年 Cinematech）

### MV
- 空を飛ぶ夢をみた（2017年） - 主演

### 広告
- 森永製菓『チョビスケ』（2013年） - Snapeee　Channel『チョビスケ!3姉妹物語』篇　長女 まりえ役
- ダイレクトテレショップ（2015年） - フレーバーストーン×メイド100人フライパンリレー

### 雑誌
- CARトップ（2015年） - 表紙
- カススク125（2015年） - 表紙
- 美的（2016年）
- 中国版雑誌 瑞麗（2016年） - オーディションで日本代表となり掲載。